# جوایز فیلم آسیایی
جوایز فیلم آسیایی (انگلیسی: Asian Film Awards) یک مراسم سالانه اهدا جایزه است که توسط آکادمی جوایز فیلم‌های آسیایی برگزار و اهدا می‌شود تا از برترین متخصصان فیلم در صنعت فیلم سازی سینمای آسیا قدردانی کند.

## دسته‌بندی‌های جایزه
- بهترین فیلم
- بهترین کارگردان
- بهترین بازیگر مرد
- بهترین بازیگر زن
- بهترین بازیگر نقش مکمل مرد: از سال ۲۰۰۸
- بهترین بازیگر نقش مکمل زن: از سال ۲۰۰۸
- بهترین تازه‌وارد: از سال ۲۰۰۹ تاکنون
- بهترین فیلمنامه‌نویس
- بهترین فیلمبردار
- بهترین طراح تولید
- بهترین آهنگساز
- بهترین ویرایشگر
- بهترین جلوه‌های بصری
- بهترین طراح لباس: از سال ۲۰۱۰ تاکنون
- جایزه برگزیده مردمی
- جوایز ویژه